# 에이호
에이호(일본어: 永保)는 일본의 연호 중 하나이다. 한자는 읽는 방법에 따라 '에이호'(えいほ)라고도 읽을 수 있다.
- 전후 : 조랴쿠(承暦) 이후 - 오토쿠(応徳) 이전.
- 시기 : 1081년 ~ 1083년
- 천황 : 시라카와 천황

## 개원
- 조랴쿠 5년 2월 10일(율리우스력 1081년 3월 22일)에 신유혁명에 따라 개원하여
- 에이호 4년 2월 7일(율리우스력 1084년 3월 15일) 오토쿠로 개원되었다.

## 출전
- 《서경》 〈중훼지고〉(仲虺之誥)의 "……愼厥終, 惟其始; 殖有禮, 覆昏暴. 欽崇天道, 永保天命.」이란 구절과 "……惟曰: 欲至于萬年惟王, 子子孫孫永保民」.

## 서력과의 대조표
| 에이호      | 원년       | 2년        | 3년        | 4년        |
| ----------- | ---------- | ---------- | ---------- | ---------- |
| 서기 (西紀) | 1081년     | 1082년     | 1083년     | 1084년     |
| 간지 (干支) | 신유(辛酉) | 임술(壬戌) | 계해(癸亥) | 갑자(甲子) |

## 같이 보기
- 일본의 연호 일람

| 이전 조랴쿠 | 일본의 연호 1081년 ~ 1083년 | 다음 오토쿠 |